# Дядечкин, Николай Иванович
Дядечкин Николай Иванович (23 мая 1928, Александродар, Криворожский округ — 2016, Кривой Рог, Днепропетровская область) — советский и украинский учёный в области горного дела, горный инженер. Доктор технических наук (1996). Действительный член Академии горных наук Украины.

## Биография
Родился 23 мая 1928 года в селе Александродар (ныне исторический район Рахмановка в городе Кривой Рог).
В 1954 году окончил Криворожский горнорудный институт.
В 1954—1960 годах — технический руководитель, заведующий шахтой «Южная» Рахмановского рудника (Кривой Рог).
С 1960 года в науке. В 1964—1975 годах преподавал в Криворожском горнорудном институте: декан горного факультета, доцент. С 1975 года — в Научно-исследовательском горнорудном институте (Кривой Рог): в 1990—1999 годах — заведующий отделом комплексного использования недр и экологии, с 1999 года — ведущий научный сотрудник.
Умер в 2016 году в городе Кривой Рог.

## Научная деятельность
Специалист в области разработки рудных месторождений. Автор 340 научных статей, в том числе 3 монографий, соавтор 45 патентов и свидетельств на изобретения.
В 1961—1962 годах впервые внедрил на подземных рудниках Кривбасса и Урала новый метод короткозамедленного взрывания при массовой отбойке руды с применением пиротехнических замедлителей КЗДШ-58. В 1965—1968 годах в шахтных условиях внедрил зерногранулиты (граммониты) 80/20Б, 79/21 и игданит.
Основное направление научных исследований — усовершенствование способов разработки рудных месторождений. Предложил и запатентовал технологию доработки запасов в глубоких карьерах с применением крутонаклонных конвейеров и экологически щадящий метод очистной выемки железистых кварцитов подземным способом с закладкой выработанного пространства промышленными и бытовыми окускованными отходами. Исследовал вопросы сейсмобезопасности недропользования, выдвинул идею упрочнения приповерхностного слоя земной коры в черте города Кривой Рог во избежание тектонических разрушений при массовых взрывах на близлежащих карьерах.
Действительный член Академии горных наук Украины, член редколлегии «Горного журнала» с 1996 года, в течение 10 лет был референтом реферативного журнала «Горное дело» (Москва).
Разработал концепцию шахты будущего, базовые положения которой внедрены в Кривбассе. Соавтор проекта саркофага для Чернобыльской АЭС.

### Научные труды
- Исследования напряжённого состояния горного массива вокруг выработок на шахтах Кривбасса / Г. М. Малахов, Л. И. Сиволобов, Г. Я. Невпряга, Н. И. Дядечкин // Механика и технология подземных горных работ: сб. науч. трудов / АН УССР, Ин-т геотехнической механики. — Киев, 1978. — С. 90—95.
- Об использовании отходов обогащения и пород попутной добычи для закладочных смесей / Г. М. Малахов, Н. И. Дядечкин, Ж. П. Романенко, В. М. Горб // Горный журнал. — 1980. — № 5. — С. 24—26.
- Новая технология выемки руды в период перевода открытых работ на подземные // Горный журнал. — 1991. — № 11 (в соавторстве).
- Mining methods of the Rodina Mine // Mining Mаgazine. London, 1992. — № 9.
- Drilling and blasting with Jet-Pierce Rigs in Ukraine // GeoDrilling. London, 1998. — № 3 (в соавторстве).
- Повышение эффективности разработки кварцитов в условиях шахт // Горный журнал. — 2001. — № 9 (в соавторстве).